# Heterostegane quadrilineata
Heterostegane quadrilineata là một loài bướm đêm trong họ Geometridae.